# Étoile variable de type SW Sextantis
Les étoiles variables de type SW Sextantis sont un type d'étoile variable cataclysmique ; ce sont des systèmes binaires dans lesquels il y a un transfert de masse depuis une naine rouge vers une naine blanche formant un disque d'accrétion stable autour de la dernière. Contrairement aux autres variables cataclysmiques non magnétiques, les raies d'émission de l'hydrogène et de l'hélium ne sont pas doublées, et (dans les systèmes à éclipses) sont rarement détectées au minimum de luminosité, car la naine blanche et la partie centrale du disque d'accrétion sont cachées derrière la naine rouge.

## Caractéristiques
Les étoiles de type SW Sextantis ont une période orbitale comprise entre 2,8 et 4 heures,  la plupart des systèmes ont été découverts par des programmes de recherche de binaires à éclipses, et donc l'orbite est vue presque par la tranche depuis la Terre. Leurs spectres ressemblent à ceux d'une nova naine en éruption, avec des signes d'un disque d'accrétion ionisé en permanence. De la matière s'écoule vers le disque depuis l'étoile compagne, et la friction au sein du disque provoque l'émission de lumière.
Les raies d'émission de l'hydrogène (la série de Balmer) et de l'hélium sont observées et ne sont pas doublées (comme on pourrait s'atteindre à cause du décalage Doppler de la lumière émise par les bords d'un disque en rotation rapide), mais les ailes sont élargies à tel point que la dispersion des vitesses des sources peut atteindre 4000 km/s. En ultraviolet, on observe des raies d'émission de la naine blanche, ce qui indique une température inhabituellement élevée et implique un taux d'accrétion élevé. De plus, la vitesse radiale d'une étoile de type SW Sextantis déterminée à partir des raies d'émission du disque n'est pas la même que celle déterminée à partir de la naine blanche.
La période orbitale des systèmes de type SW Sextantis est toujours juste supérieure au trou de périodicité, suggérant une phase d'évolution commune pour ces variables cataclysmiques.

### Systèmes de type SW Sextantis non-éclipsants
Il est plus difficile de trouver des systèmes de type SW Sextantis avec une faible inclinaison, puisqu'on doit examiner les spectres de beaucoup d'étoiles sans se restreindre aux variables à éclipses,  cependant, des relevés ont été réalisés, qui suggèrent que certaines des propriétés observées des étoiles de type SW Sextantis sont des résultats biaisés issus d'un échantillon restreint à des systèmes à haute inclinaison.

## Interprétation
Les modèles des étoiles de type SW Sextantis doivent expliquer le taux de transfert de masse élevé et la distribution des périodes située juste au-dessus du trou de périodicité. La théorie standard des variables cataclysmiques indique que le taux de transfert de masse est déterminé par la perte de moment angulaire due aux champs magnétiques. Le vent stellaire de la naine rouge envoie du plasma ionisé dans l'espace, qui voyage le long des lignes de champ magnétique,  évidemment, le plasma est piégé dans les lignes du champ magnétique et suit la rotation de l'étoile. Puisque le champ magnétique accélère la vitesse du plasma émis, la rotation de l'étoile est freinée. Ceci en retour réduit le moment angulaire total du système binaire, ce qui avec le réarrangement de la matière dans le système conduit à la diminution du rayon orbital, et finalement maintient le taux de transfert de masse constant.
Selon ce modèle, le cœur de la naine rouge tourne plus vite que la période orbitale. Comme le transfert de masse provoque la diminution du rayon de l'étoile, la conservation du moment angulaire implique que sa rotation s'accélère, et par conséquent l'effet dynamo engendre un champ magnétique plus fort. Ceci accroît l'effet du freinage magnétique et donc le taux de transfert de masse.
Une autre interprétation des étoiles de type SW Sextantis est que le taux de transfert de masse élevé est seulement temporaire. Certaines variables cataclysmiques (par exemple RR Pictoris, XX Tauri et V728 Scorpii) ont des périodes situées juste au-dessus du trou de périodicité, et cela est interprété dans le cadre du modèle d'hibernation, où, après un épisode de nova, la naine blanche est anormalement chaude, elle réchauffe la naine rouge, provoquant une augmentation du taux de transfert de masse jusqu'à ce que la naine blanche se soit de nouveau refroidie. Pendant que cette dernière se refroidit, la naine rouge rétrécit et le taux de transfert de masse chute à des niveaux beaucoup plus faibles, ensuite la perte du moment angulaire orbitale provoque un nouveau rapprochement des étoiles, et le transfert de masse reprend. Dans ce modèle, les étoiles de type SW Sextantis représentent une étape de la vie d'une variable cataclysmique située peu avant ou peu après un épisode de nova.

## Exemples
- SW Sextantis
- DW Ursae Majoris
- LS Pegasi

D.W. Hoard de l'Institut Max-Planck d'astronomie à Heidelberg maintient une liste  des étoiles de type SW Sextantis citées dans la littérature, ainsi qu'une description  des caractéristiques utilisées pour les identifier.